# أبو عقيل بن عبد الله
أبو عقيل عبد الرحمن بن عبد الله بن ثعلبة البلوي صحابي جليل من قبيلة بلي وكان حليفاً لقبيلة الأوس من الأنصار شهد مع النبي محمد غزوة بدر وغزوة أحد، وقُتِل في معركة اليمامة وذلك في خلافة أبو بكر الصديق.

## اسمه ونسبه
هو عبد الرحمن ابن عبد الله بن ثعلبة بن بَيْحان بن عامر بن الحارث بن مالك بن عامر بن أُنيف بن جُشَم بن عائذ الله بن تميم بن عوذ مناة بن ناج بن تيم بن إراشة بن عامر بن عبيلة بن قِسْمِيل بن فران بن بلي بن عمرو بن الحاف بن قضاعة بن معد بن عدنان، وكان اسم أبو عَقيل في الجاهلية عبد العُزّى فسمّاه الرسول محمد، عبد الرحمن عدوّ الأوثان.

## سيرته
كان ابو عقيل اسمهُ في الجاهلية عبدالعزى فعندما اسلم سماه النبي عبدالرحمن عدو الاوثان ، شهد المشاهد كلها مع النبي صلى الله عليه وسلم . وكان ابو عقيل كاتباً
روى خالد بن يسار عن ابن أبي عقيل، عن أبيه، أنه بات يجر بالجرير على ظهره على صاعين من تمر، فترك أحدهما في أهله، وجاء بالآخر يتقرب به إلى الله عَزَّ وَجَلَّ فأخبر به النبي صَلَّى اللَّهُ عَلَيْهِ وَسَلَّمَ فقال: " اجعله في تمر الصدقة "، فقال المنافقون: إن الله لغني عن تمر هذا ، وسخروا منه، وجاء عبد الرحمن بن عوف بنصف ماله أربعة ألف درهم، وأربعمائة درهم وجاء عاصم بن عدي بمائة وسق تمر، فقال المنافقون: هذا رياء، فأنزل الله عَزَّ وَجَلَّ: {الَّذِينَ يَلْمِزُونَ الْمُطَّوِّعِينَ مِنَ الْمُؤْمِنِينَ فِي الصَّدَقَاتِ وَالَّذِينَ لا يَجِدُونَ إِلا جُهْدَهُمْ} .
الآية.

## مقتله
أخبرنا محمّد بن عمر قال: أخبرنا جعفر بن عبد الله بن أسلم الهَمْداني قال: لما كان يوم اليمامة واصطفّ الناس للقتال كان أوّل الناس جُرح أبو عَقيل ، رُمي بسهم فوقع بين منكبيه وفؤاده فشَطَبَ في غير مَقْتَلٍ، فأُخْرِجَ السهم ووهن له شقّه الأيسر لما كان فيه، وهذا أوّل النّهار وجُرّ إلى الرّحل فلمّا حَمِيَ القتال وانهزم المسلمون وجازوا رحالهم وأبو عقيل واهنٌ من جُرحه سمع مَعن بن عديّ يصيح بالأنصار الله الله والكَرّةَ على عدوّكم، وأعنق مَعن يقدم القوم وذلك حين صاحت الأنصار: أخْلِصُونَا أخْلِصُونَا فأخْلَصُوا رجلًا رجلًا يُمَيّزُون.
قال عبد الله بن عمر : فنهض أبو عَقيل قومه فقلت: ما تريد يا أبا عقيل؟ ما فيك قتال، قال: قد نّوه المنادي باسمي، قال ابن عمر: فقلتُ إنّما يقول يا للأنصار لا يعني الجرحى، قال أبو عَقيل: أنا رجل من الأنصار وأنا أجيبه ولو حَبْوًا. قال ابن عمر: فتحزّم أبو عقيل وأخذ السيف بيده اليمنى مجرّدًا ثمّ جعل ينادي: يا للأنصار كَرّةً كيوم حُنين فاجتمعوا رحمهم الله جميعًا يقدمون المسلمين دُرْبَةً دون عدوّهم حتى أقحموا عدوّهم الحديقةَ فاختلطوا واختلفت السيوف بيننا وبينهم. قال ابن عمر: فنظرتُ إلى أبي عَقِيل وقد قُطعت يده المجروحة من المنكب فوقعت الأرض وبه من الجراح أربعة عشر جرحًا كلّها قد خلصت إلى مقتل وقُتل عدوّ الله مُسيلمة. قال ابن عمر: فوقعتُ على أبي عقيل وهو صريع بآخر رمق فقلت: أبا عقيل فقال: لبّيك، بلسان مُلْتَاث، لمن الدّبْرة؟ قال: قلتُ أبْشر، ورفعتُ صوتي، قد قُتل عدوّ الله، فرفع إصبعه إلى السماء يحمد الله، ومات يرحمه الله. قال ابن عمر: فأخبرتُ عمر بعد أن قدمتُ خبرَه كلّه فقال: رحمه الله ما زال يسأل الشهادة ويطلبها وإن كان ما علمتُ من خيار أصحاب نبيّنا صَلَّى الله عليه وسلم، وقديمَ إسلامٍ. اثنان [[يعني: أن هناك اثنين في “طبقات البدريين من الأنصار” من بني جحجبا بن كلفة بن عوف، ومن بني أنيف بن جشم بن عائذ الله، من بلي حلفاء بني جحجبا وهما: المنذر بن محمد وأبو عقيل]].